# Berching
Berching (baw. Bacham) – miasto w Niemczech, w kraju związkowym Bawaria, w rejencji Górny Palatynat, w regionie Ratyzbona, w powiecie Neumarkt in der Oberpfalz. Leży w Jurze Frankońskiej, około 20 km na południe od Neumarkt in der Oberpfalz, nad Kanałem Ren-Men-Dunaj, przy drodze B299 i linii kolejowej Berching - Neumarkt in der Oberpfalz.

## Zabytki
- mury miejskie;
- kościół parafialny;

## Dzielnice
W skład miasta wchodzą 43 dzielnice: Sollngriesbach, Erasbach, Winterzhofen, Jettingsdorf, Wirbertshofen, Fribertshofen, Rappersdorf, Ernersdorf, Pollanten, Wallnsdorf, Schweigersdorf, Weidenwang, Altmannsberg, Biermühle, Breitenfurt, Butzenberg, Dietersberg, Eismannsbert, Eglasmühle, Grubach, Gsöllnhof, Hennenberg, Hermannsberg, Holnstein, Matzenhofen, Neuhaus, Oening, Plankstetten, Raitenbuch, Ritzermühle, Roßthal, Rudertshofen, Rübling, Simbach, Staudenhof, Staufersbuch, Stierbaum, Thann, Thannbrunn, Wackersberg, Wattenberg, Wegscheid, Wolfersthal

## Współpraca
Miejscowości partnerskie:
- Obernberg am Inn, Austria
- Savigny, Francja